# Edward Daniel Clarke
Edward Daniel Clarke (Willingdon, 5 giugno 1769 – Londra, 9 marzo 1822) è stato un mineralogista e naturalista inglese.
Fu tra i fondatori della Cambridge Philosophical Society. Fece numerosi viaggi in varie nazioni d'Europa e nel Mediterraneo pubblicando poi le sue relazioni su tali viaggi. La sua abbreviazione botanica è "E.D.Clarke".

## Biografia
Edward Daniel Clarke nacque a Willingdon, nel Sussex, il 5 giugno 1769. Nel 1785 entrò come sizar al Jesus College di Cambridge e si laureò BA nel 1790.
Nel 1792 accompagnò Lord Berwick in un viaggio in Germania, Svizzera e Italia. Dopo aver visitato alcune delle principali città d'Italia, tra cui Roma, si recò a Napoli, dove rimase quasi due anni. Nell'estate del 1794 tornò in Inghilterra e lavorò come tutor in diverse famiglie dell'aristocrazia. Nel 1795 Clarke è fu nominato Fellow del Jesus College. Nel 1799 Clarke ripartì con John Marten Cripps, un suo allievo, in un tour attraverso il continente europeo, Visitarono la Norvegia e la Svezia, poi passarono in Russia e quindi nella Crimea e da qui a Costantinopoli, Rodi, e poi in Egitto e in Palestina. Successivamente visitarono la Grecia i Balcani, Austria, Germania e Francia facendo ritorno in Inghilterra nel 1803.
Nel corso dei suoi viaggi, ed in particolare in quelli in Grecia, Clarke raccolse una vasta collezione di monete, vasi, sculture e manoscritti. Fra questi la più importante fu la parte superiore di una cariatide di marmo di oltre 2 metri che si trovava nel santuario di Demetra a Eleusi. Questa statua ed altri numerosi oggetti vennero donati da Clarke all'Universita di Cambridge nel 1803. Questo materiale, noto con il nome di "Collezione Clarke", venne esposto nel vestibolo e nella scalinata della Biblioteca Universitaria fino al 1865, quindi venne spostato al Museo Fitzwilliam di Cambridge, dove si trova tuttora.
Nel 1808 divenne il primo professore della cattedra di Mineralogia dell'Università di Cambridge, cattedra che mantenne per tutta la vita.
Oltre che esperto di mineralogia Clarke fu anche un valente chimico. Egli infatti fu tra i primi che sperimentarono con successo l'utilizzo nel cannello ferruminatorio (in inglese blowpipe) prima dell'idrogeno e poi di una miscela ossigeno-idrogeno, quale comburente per aumentare l'efficienza ed il calore di una fiamma in operazioni di trasformazioni chimiche o per l'analisi dei minerali, portando questo metodo ad un elevato livello di perfezionamento.
Nel 1817 Clarke venne nominato bibliotecario universitario di Cambridge e nel 1819 fu tra i fondatori della Cambridge Philosophical Society.
Clarke morì a Londra il 9 marzo 1822 e fu sepolto nella cappella del Jesus College il 18 dello stesso mese.

## Opere
- Edward Daniel Clarke, Travels in Various Countries of Europe, Asia and Africa: Russia, Tartary, and Turkey, vol. 1, T. Cadell and W. Davies, 1816.
- Edward Daniel Clarke, Travels in Various Countries of Europe, Asia and Africa: Greece, Egypt and the Holy Land, vol. 2, Cadell et Davies, 1816.
- Edward Daniel Clarke, Travels in Various Countries of Europe, Asia and Africa: Scandinavia, vol. 3, T. Cadell and W. Davies, 1819.
- Edward Daniel Clarke, Greek marbles brought from the shores of the Euxine, Archipelago, and Mediterranean, and deposited in the vestibule of the Public Library of the University of Cambridge, Syndics of the Press, 1809.
- Edward Daniel Clarke, The Tomb of Alexander: A Dissertation on the Sarcophagus Brought from Alexandria and Now in The British Museum, R. Watts at the University Press, 1805.
- Edward Daniel Clarke, A Methodical Distribution of the Mineral Kingdom, Lewes, 1806.